# オランダの国章
オランダの国章（オランダのこくしょう）である大紋章は、オランダ国王の個人的な紋章である。紋章の構成はウィルヘルミナおよびユリアナの両女王によって定められた。政府は中紋章を使用する。
13世紀中盤に成立したナッサウ家の「金のビレットを散らした青地に、赤色の爪と舌を持つ金色のライオン」という紋章に、オランダ共和国由来の王冠、剣及び7本の矢が組み合わされて、1815年に今のものとほぼ同じ紋章が採択された。

ネーデルラント連邦共和国の国章
ナッサウ家紋章の一部